# Landesadvokat
Der Landesadvokat (niederl.: landsadvocaat) von Holland führte den Vorsitz in den Staaten von Holland, Seeland und West-Friesland. Das am Ende des 14. Jahrhunderts eingeführte Amt wurde im Jahre 1619 durch das des Ratspensionärs abgelöst.

## Geschichte
Als Vorbild diente das städtische, in den frühen Niederlanden gängige, Amt des Pensionaris. Über die Amtsnamen „advocaat ende pensionaris“ sowie „advocaat van’t land“ gelang es schließlich zur damals offiziellen Bezeichnung „Landsadvocaat“ über. Im Jahre 1480 wurde Barthout van Assendelft auf Initiative der holländischen Ritterschaft hin durch die Staaten von Holland und West-Friesland als erster Landesadvokat Hollands angestellt.
Der Landesadvokat war neben seiner Funktion als Sprecher der holländischen Ritterschaft auch für jeden neu zu besprechenden Geschäftspunkt der niederländischen Generalstaaten verantwortlich. Das Amt des Landesadvokaten war (auch aufgrund der finanziellen Stärke der Grafschaft Holland, die zwei Drittel des Umsatzes der Vereinigten Provinzen beisteuerte) nach dem des holländischen Statthalters das höchste Amt innerhalb der Republik der Sieben Vereinigten Provinzen der Niederlande.
Als die politisch einflussreichsten holländischen Landesadvokaten gelten deren letzte, Paulus Buys (zwischen 1572 und 1584) und Johan van Oldenbarnevelt (zwischen 1586 und 1619).
Siehe auch: Liste der Ratspensionäre